# Gottfried Schneider (Musiker)
Gottfried Schneider (* 10. Juni 1948 in Bad Gastein, Österreich) ist ein deutscher Violinist und Hochschulprofessor.

## Leben und Wirken
Aufgewachsen in einer deutsch-österreichischen Musikerfamilie, hatte Gottfried Schneider im Alter von 11 Jahren seinen ersten Auftritt mit Orchester in Bad Gastein. Sein Vater Hans Schneider war Dirigent und Komponist, seine Mutter Ingeborg Schneider Sängerin. Prägend für die frühen Jahre war die künstlerische Bekanntschaft der Familie mit dem Pianisten Wilhelm Backhaus, mit dem Gottfried Schneider Violinsonaten von Beethoven und Brahms aufführen durfte. Nach ersten Studien am Mozarteum Salzburg und dem Konservatorium in Nürnberg war Gottfried Schneider Jungstudent an der Münchner Musikhochschule bei Otto Büchner (1965–67). Dem Abitur am Gymnasium Casimirianum in Coburg folgte ein mehrjähriges Studium bei Max Rostal in Köln und Bern sowie ein ergänzender Studienaufenthalt bei Ivan Galamian in New York. Während dieser Zeit besuchte Gottfried Schneider auch Vorlesungen und Seminare in Germanistik, Philosophie und Musikwissenschaft (bei Christoph Wolff) an der Universität Erlangen.
Rudolf Serkin holte ihn nach dem Gewinn des Brüder-Busch-Preises zu seinem Marlboro-Music-Festival in die USA. Dort lernte er den Geiger Sandor Vegh kennen, der sein Mentor wurde. Als dessen Nachfolger hatte Gottfried Schneider von 1980 bis 1991 eine Meisterklasse für Violine und Kammermusik an der Robert-Schumann-Hochschule Düsseldorf inne. 1991 wurde er auf einen Lehrstuhl für Violine an die Hochschule für Musik und Theater München berufen. Neben seiner Lehrtätigkeit (bis 2018) leitete er bis zu seiner Pensionierung 2013 auch das Kammerorchester der Hochschule.
Seine Konzerttätigkeit als Solist und Kammermusiker führte den Geiger auf mehrere Kontinente. Wolfgang Sawallisch nannte ihn „… einen der ganz wenigen deutschen Geiger internationalen Formats seiner Generation“.
Einen wichtigen Platz in Gottfried Schneiders Konzertrepertoire nimmt die Interpretation der Sonaten und Partiten für Violine solo von Johann Sebastian Bach ein. Nach frühen Aufnahmen (Deutsche Grammophon 1977) entstand 2011/2012 eine Gesamtaufnahme des Zyklus bei Oehms Classics. In diesem Zusammenhang arbeitete Gottfried Schneider auch wissenschaftlich an den Interpretationsproblemen dieser Werke und wurde 2016 für seine Dissertation „Johann Sebastian Bach, Sonatas and Partitas for Solo Violin: Aspects of Performance on the Instrument“ zum Doctor of Music an der University of Malta promoviert.
Neben zahlreichen CD-Produktionen vergessener Musikwerke (Violinkonzerte von Dohnanyi, Hermann Goetz, Adolf Busch, Kurt Weill u. a.) setzte er sich vielfach in Ur- und Erstaufführungen für die Werke bedeutender zeitgenössischer Komponisten ein (Violinkonzerte von B.A. Zimmermann, Lutoslawski, Ligeti, Rihm).

## Preise und Auszeichnungen
Gottfried Schneider ist Preisträger nationaler (Bundeswettbewerb Jugend Musiziert, Deutscher Musikwettbewerb, Konzerte Junger Künstler) und internationaler (Carl Flesch, London; Jeunesses Musicales, Belgrad) Wettbewerbe.

## Diskographie (Auswahl)
- A. Busch Violinsonate und Klaviertrio (2003 VMS)[4]
- C. H. Veerhoff Violinsonate op. 47 (mit Gerhard Oppitz, Klavier, 1997 Col Legno)
- D. Scarlatti Violinsonaten 1-5 (mit Cord Garben, Klavier, 1987 Schwann Musica Mundi)
- E. v. Dohnányi Konzert für Violine und Orchester op. 27 (Bamberger Symphoniker, 1986 Koch Schwann)
- F. Martin „Polyptique“ (Münchener Kammerorchester, Hans Stadlmair, 1999 Koch Schwann)
- F. Schubert Forellenquintett (1985 Sylter Sommer)
- H. Goetz Violin Concerto (NDR Radiophilharmonie Hannover, 1993 cpo)
- H. W. Henze „Neue Volkslieder und Hirtengesänge“ (mit Franz Halász, Gitarre, 2004 Naxos)
- J. S. Bach Sechs Sonaten und Partiten für Violine solo (2012 Oehms Classics)
- J. S. Bach Solokantaten (1984 Aulos/Teldec)
- J. S. Bach Sonata 1 für Violine solo g-moll BwV 1001 (1977 Deutsche Grammophon)
- L. Godowski „12 Impressionen“ (mit Cord Garben, Klavier, 1989 Etcetera Records)
- M. Ravel Sonate pour Violin et Piano, Tzigane (mit Wolfgang Watzinger, Klavier, 1977 Deutsche Grammophon)
- O. Greif Violinsonate no. 3 „The Meeting of the Waters“(mit Olivier Greif, Klavier, 2010 INA)
- H. Hiller „Der Josa mit der Zauberfiedel“ (Münchner Symphoniker, 1991 Patmos Verlag)
- W. Rihm „Dritte Musik“ (SWR Sinfonieorchester, Michael Gielen, 1997 Schott Wergo, 2007 Hänssler Classic)
- W. A. Mozart Divertimento KV 334 (1991 Kuhmon Festival)
- W. A. Mozart Serenadekonzerte (aus KV 185, 203, 204, 250, 1990 Koch Schwann)
- W. A. Mozart Violinsonaten KV 277, 278, 280 (mit Gerhard Oppitz, Klavier, 2001 LOFT MUSIC)